# Spannberg
Spannberg è un comune austriaco di 984 abitanti nel distretto di Gänserndorf, in Bassa Austria; ha lo status di comune mercato (Marktgemeinde).

## Geografia fisica
Territorio
Circa il 20% del territorio è composto da foreste.